# Raoul Biltgen

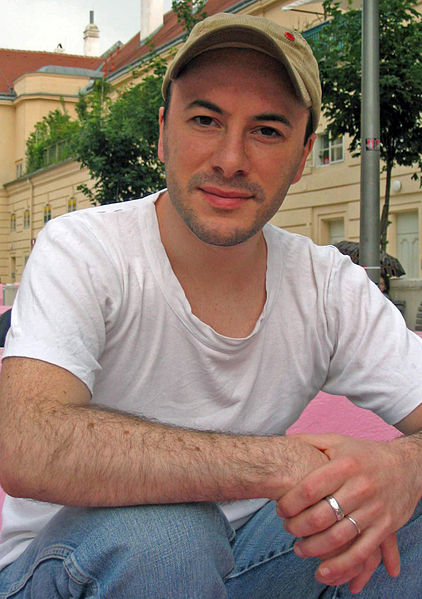
Raoul Biltgen

Raoul Biltgen (Esch-sur-Alzette, 1 de julio de 1974) actor y autor luxemburgués.
Es autor de varias obras de teatro y reside actualmente en Viena.

## Obra
- Einer spricht: Monologe. Op der Lay, Esch-sur-Sûre 2007
- perfekt morden: Roman. Molden, Wien 2005
- Heimweg: Trilogien. Op der Lay, Esch-sur-Sûre 2000
- Manchmal spreche ich sie aus: Gedichte. Op der Lay, Esch-sur-Sûre 1999